# Allée couverte de Beauregard
L'allée couverte de Beauregard est le seul vestige d'un ensemble mégalithique situé sur la commune de Saint-Nazaire dans le département de la Loire-Atlantique.

## Description
Dans son Dictionnaire Archéologique, Pitre de Lisle du Dreneuc signale l'existence de six dolmens qu'ils dénomment dolmens du Moulin de la Motte, dont il ne demeure aujourd'hui que l'allée couverte de Beauregard. Elle comporte sept orthostates qui dessinent un grand coffre d'environ 4 m de long sur 1,80 m de large. Deux tables de couverture ont basculé en dehors de la chambre. Le cairn est encore bien visible. Toutes les pierres sont en granite.
René Kerviler avait obtenu une autorisation de fouille du site mais ne donna pas suite à son projet.